# 春日小偷
春日小偷（日语：／ Harudorobou */?，又譯作春竊賊、偷春賊、竊春賊、春天的雅賊）是日本的日系搖滾樂團Yorushika的歌曲。最早於2021年1月9日由日本環球音樂發行公布於各大平台上。

## 概述
- 此為ヨルシカ的第五首配信作品，也為他們的第六首單曲。
- 配信當天也在YouTube公開其MV[4]。
- 本歌收錄於ヨルシカ首張的EP《創作》中[5]。
- 本曲也作為大成建設TVCM《緬甸篇》的電視廣告曲[6][7][8]。
- 以下是關於ヨルシカ編曲者的n-buna對於本曲主題的說明。

|  | 在這春天之下，我一邊看著昭和記念公園曠野上的一棵櫸樹，一邊想著，若是那棵櫸樹是櫻花的話會更好吧。於是我決定把那櫸樹看作櫻花寫下了此曲。既然如此，不如將那櫻花樹也想像成某種東西吧。雖然這有些俗套，但就把它當作生命吧。但若把花看作壽命的話，那風應該就是時間了吧。所以，吹落櫻花的春風也就是「春天的竊賊」。 |

## 收錄
| 音樂配信 | 音樂配信 | 音樂配信 | 音樂配信 | 音樂配信 |
| 曲序     | 曲目     | 词曲     | 编曲     | 时长     |
| -------- | -------- | -------- | -------- | -------- |
| 1.       | 春泥棒   | n-buna   | n-buna   | 4:50     |
| 总时长： | 总时长： | 总时长： | 总时长： | 4:50     |

## 排行榜
| 排行榜（2021年）                       | 最高排名 |
| -------------------------------------- | -------- |
| 日本（Billboard Japan Hot 100）        | 23       |
| 日本（Billboard Japan Download Songs） | 7        |
| 日本（Billboard Japan Steaming Songs） | 37       |

| 排行榜（2021年）                       | 排名 |
| -------------------------------------- | ---- |
| 日本（Billboard Japan Hot 100）        | 72   |
| 日本（Billboard Japan Download Songs） | 77   |
| 日本（Billboard Japan Steaming Songs） | 77   |

## 認證與銷量
| 地區                 | 认证 | 认证单位/销量 |
| -------------------- | ---- | ------------- |
| 日本（日本唱片協會） | 金   | 50,000,000†   |
| †僅含認證的銷量      |      |               |

## 資料來源和備註
1. 1 2  .   [2021-05-21]. （原始内容存档于2021-05-21）.
2. ↑  . 台灣環球音樂. 2021-01-29  [2023-08-09]. （原始内容存档于2023-08-09）.
3. ↑  .   [2021-05-21]. （原始内容存档于2021-05-21）.
4. ↑  .   [2021-05-21]. （原始内容存档于2021-05-21）.
5. ↑  .   [2021-05-21]. （原始内容存档于2021-04-22）.
6. ↑  .   [2021-05-21]. （原始内容存档于2021-01-13）.
7. ↑  .   [2021-05-21]. （原始内容存档于2021-01-12）.
8. ↑  .   [2021-05-21]. （原始内容存档于2021-05-21）.
9. ↑  .   [2021-01-12]. （原始内容存档于2022-08-30）.
10. ↑  日文原文：春の日に昭和記念公園の原に一本立つ欅を眺めながら、あの欅が桜だったらいいのにと考えていた。あれを桜に見立てて曲を書こう。どうせならその桜も何かに見立てた方がいい。月並みだが命にしよう。花が寿命なら風は時間だろう。それはつまり春風のことで、桜を散らしていくから春泥棒である。
11. ↑  . Billboard Japan. 2021-02-03  [2021-06-12]. （原始内容存档于2023-03-05） （日语）.
12. ↑  . Billboard Japan. 2021-01-20  [2021-06-12]. （原始内容存档于2023-05-14） （日语）.
13. ↑  . Billboard Japan. 2021-04-07  [2021-06-12]. （原始内容存档于2022-06-26）.
14. ↑  . Billboard Japan. 2021-12-10  [2022-11-18]. （原始内容存档于2021-12-10） （日语）.
15. ↑  . Billboard Japan.   [2022-11-18]. （原始内容存档于2021-12-10） （日语）.
16. ↑  . Billboard Japan.   [2022-11-18]. （原始内容存档于2022-07-15） （日语）.
17. ↑  . PR TIMES. 2021-08-24  [2023-05-14]. （原始内容存档于2023-05-14） （日语）.